# Epión

Mapa con la situación de algunas de las ciudades de la antigua Élide. Epión se ubicaba al sureste.

Epión, Epio o Epeo (en griego antiguo: Ἕπιον, Ήπιον, Ήπειον  o Αἴπιον ) es el nombre de una ciudad griega antigua de Trifilia. Se hallaba entre Herea y Macisto.
A principios del siglo V a. C., era una comunidad perieca de Elis. Los eleos afirmaban que la habían comprado por 30 talentos a sus poseedores. La identidad de esos «propietarios» es desconocida. La frase de Jenofonte sugiere, que en la época de la venta, Epión no estaba controlada por su población original. Se ha sugerido que perteneció a los arcadios.
Hacia el año 400 a. C. fue liberada del gobierno eleo y hecha autónoma. Probablemente se unió a la federación trifilia. En el 369 a. C. era miembro de la Liga Arcadia.
Pritchett la identifica con la actual Trypiti (anteriormente llamada Bitsibardi). Este arqueólogo ha descubierto los cimientos de una antigua estructura, un muro de contención y muchas tejas. Los primeros investigadores hallaron muros de sillares, cerámica del periodo clásico, y bloques y tambores de columnas. La acrópolis ocupa un área de 150 x 25 m.